# جغدباز قهوه‌ای
جغدباز قهوه‌ای (نام علمی: Ninox scutulata)، جغدی است که در جنوب آسیا از هند، سریلانکا، بنگلادش و نپال شرق تا غرب اندونزی و جنوب چین زادآوری می‌کند.
این گونه بخشی از گروه بزرگ‌تر جغدها به نام جغدان راستین (Strigidae) است که بیشتر گونه‌های جغد را در خود جای داده‌است. گروه دیگر جغدهای انبار (Tytonidae) هستند.